# Стрелец (зодия)
Вижте пояснителната страница за други значения на Стрелец.
Стрелец (на латински: Sagittarius) е деветият от зодиакалните знаци в астрологията, свързан с едноименното съзвездие – Стрелец. Слънцето преминава през това съзвездие на Зодиака между 18 декември и 18 януари, но в астрологията зодиакалният знак се свързва с периода между 23 ноември и 22 декември. Съответства на диапазона от 240° – 270° върху небесната координатна система.